# Only Words I Know
Only Words I Know è un singolo dei Blue, estratto dall'album raccolta Best of Blue, realizzato il 14 giugno 2005.

## Tracce
1. Only Words I Know – 3:38